# Phân họ Le nâu
Phân họ Le nâu (danh pháp khoa học: Dendrocygninae) là một phân họ trong họ Vịt (họ chứa vịt, thiên nga, ngỗng, le nâu v.v) (Anatidae). Trong các kiểu tiếp cận phân loại học khác nhau, phân họ này có thể được coi là một họ khác biệt với danh pháp Dendrocygnidae hoặc như là một tông với danh pháp Dendrocygnini thuộc về phân họ Ngỗng nghĩa rộng (Anserinae), chẳng hạn như trong Terres & NAS, 1991
Nó chỉ chứa một chi có danh pháp Dendrocygna, với 8 loài còn sinh tồn, và 1 loài đã biết cho tới nay nhưng chưa được miêu tả từ cận hóa thạch thu được từ Aitutaki, quần đảo Cook. Các loài le nâu còn được gọi chung là "vịt huýt gió", có phân bố rộng khắp thế giới trong khu vực nhiệt đới và cận nhiệt đới. Các loài "vịt" này có, như tên gọi của chúng ngụ ý, tiếng kêu đặc biệt kiểu huýt gió dễ nhận thấy.
Các loài le nâu có chân dài, cổ dài và thích sống thành bầy đàn, chúng bay thành từng đàn lớn đến và đi khỏi nơi đậu để ngủ qua đêm. Cả le trống lẫn le mái đều có bộ lông khá giống nhau và tất cả đều có bề ngoài trông hơi gù và phần lông cánh phía trong màu đen.

## Các loài
- Le nâu mỏ đen, Dendrocygna arborea
- Le nâu ngực sọc, Dendrocygna arcuata
- Le nâu bụng đen, Dendrocygna autumnalis
- Le nâu hung, Dendrocygna bicolor
- Le nâu lông vũ, Dendrocygna eytoni
- Le nâu đốm, Dendrocygna guttata
- Le nâu hay le le[3], le nâu nhỏ, le nâu Ấn Độ, Dendrocygna javanica[4]
- Le nâu mặt trắng, Dendrocygna viduata

## Thư viện ảnh

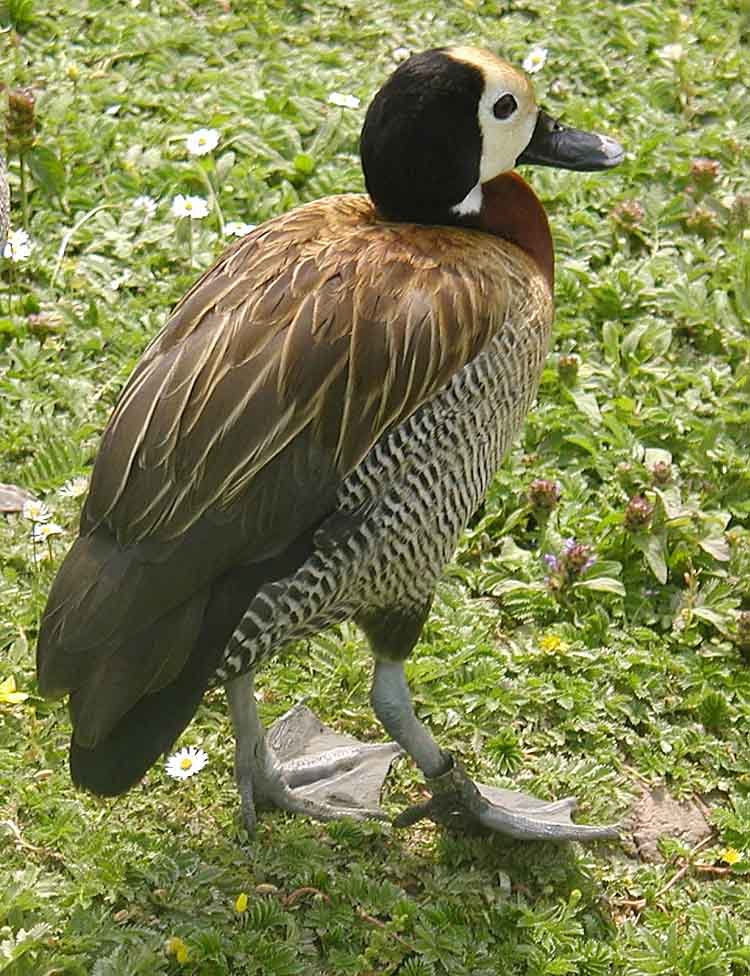
Le nâu mặt trắng (Dendrocygna viduata)
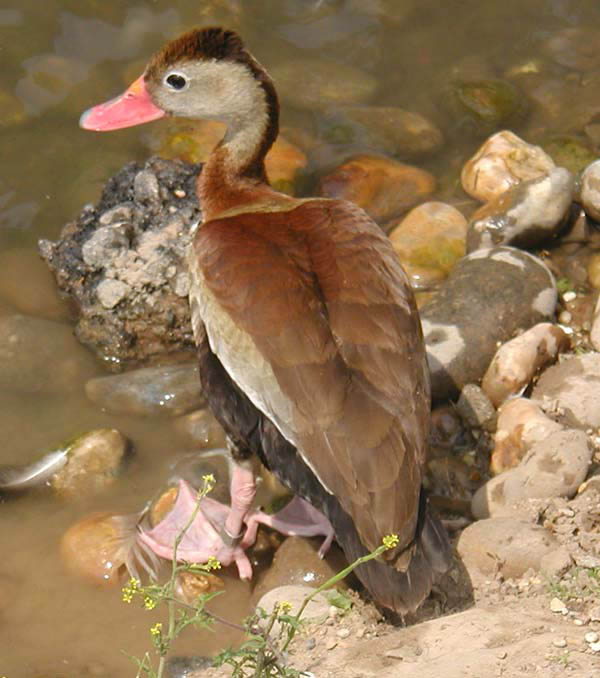
Le nâu bụng đen (Dendrocygna autumnalis)
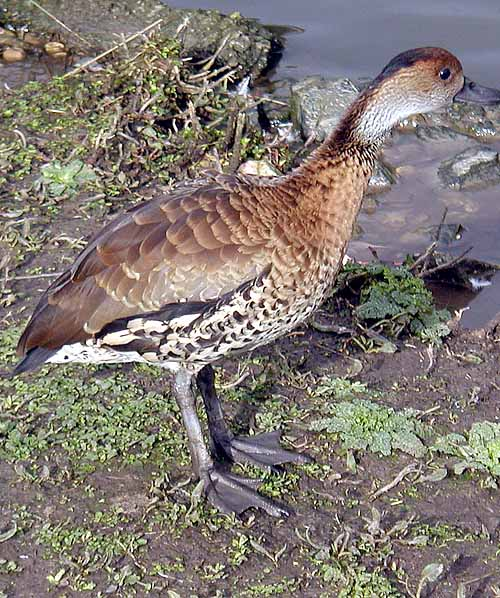
Le nâu mỏ đen (Dendrocygna arborea)